# Jacksons tok
Jacksons tok (Tockus jacksoni) is een neushoornvogel die voorkomt in Oost-Afrika. De soort wordt ook wel beschouwd als een ondersoort van de von der Deckens tok. Deze vogel is genoemd naar de Britse bestuurder en ornitholoog Frederick John Jackson.

## Beschrijving
Jacksons tok is 43-51 cm lang. Het is een neushoornvogel met een witte borst en zwarte vleugels waarvan de vleugeldekveren witte vlekken hebben. Dit is het verschil met de Von der deckens tok. Het mannetje heeft een helderrode snavel met een ivoorkleurig uiteinde; de snavel van het vrouwtje is zwart.

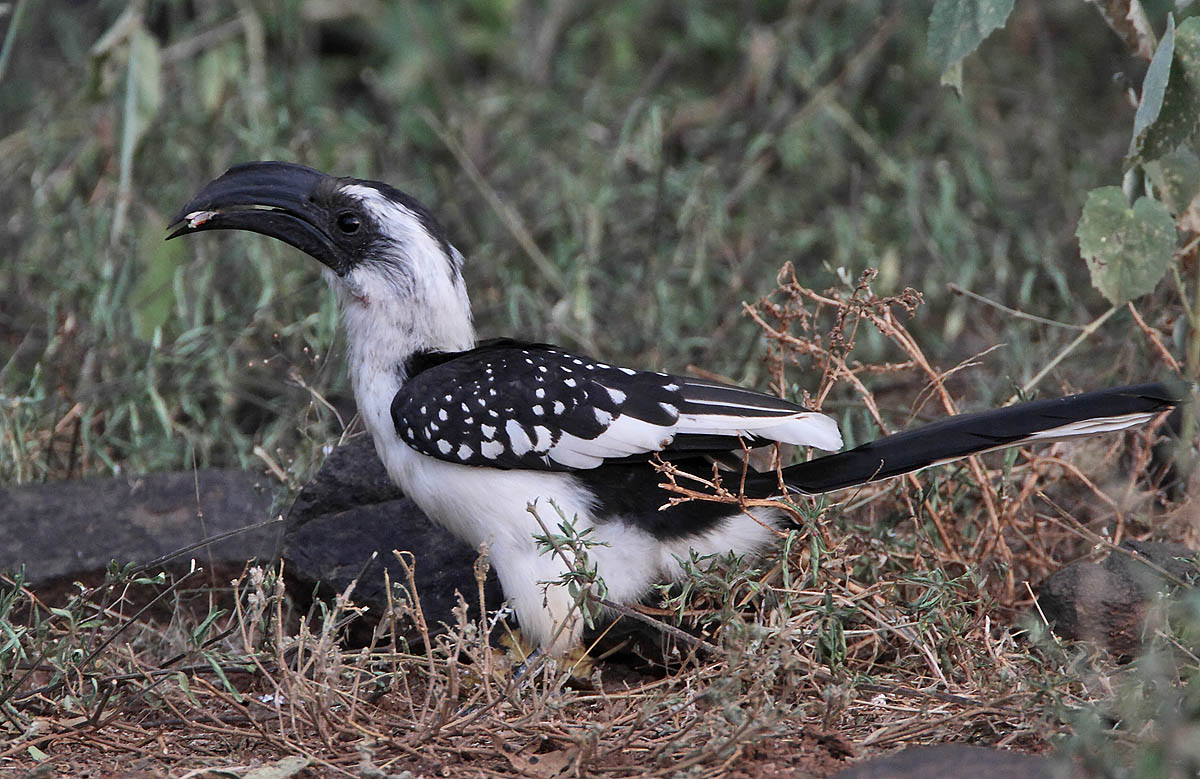
Vrouwtje
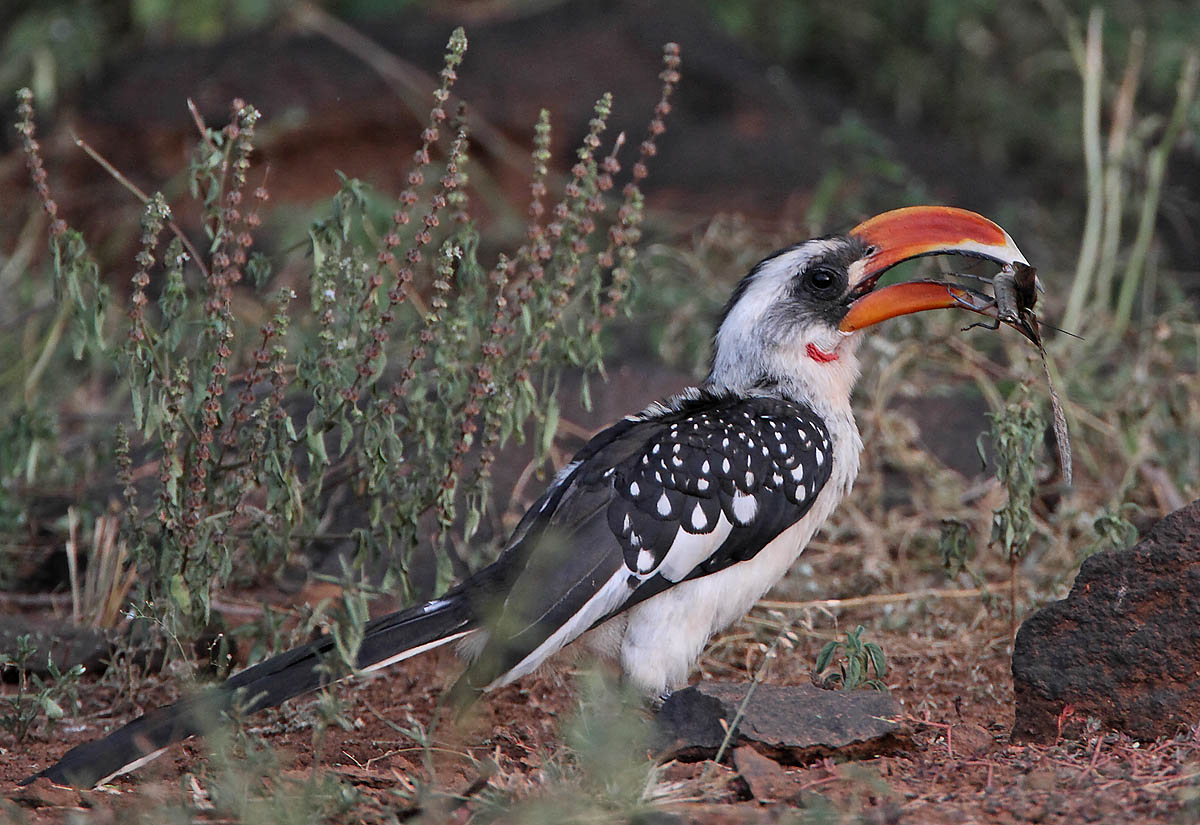
Mannetje

## Verspreiding en leefgebied
Jacksons tok komt voor in Zuid-Soedan, Midden-Ethiopië tot in Noord-Oeganda en West-Kenia. De habitat wordt gevormd door gebieden met veel bos en struikgewas.

## Status
De grootte van de populatie is niet gekwantificeerd, maar er is geen aanleiding te veronderstellen dat de soort bedreigd wordt in zijn voortbestaan, daarom staat Jacksons tok als niet bedreigd op de Rode Lijst van de IUCN.